# Fidel Martínez
Fidel Francisco Martínez Tenorio (Nueva Loja, 15 febbraio 1990) è un calciatore ecuadoriano, attaccante dell'El Nacional.

## Carriera

### Club

#### Esordi e Deportivo Quito
Comincia la sua carriera nella squadra ecuadoriana Caribe Junior. Partecipa ai Giochi Panamericani 2007 in Brasile; competizione che vince con la sua nazionale mostrandosi giocatore chiave.
Debutta con la maglia del Sociedad Deportivo Quito il 16 ottobre 2010 contro il Club Deportivo El Nacional. Nelle tre stagioni trascorse nella squadra di Quito disputa un totale di 50 partite tra campionato, coppa nazionale e coppa Libertadores, mettendo a segno 12 gol, dimostrandosi uno dei maggiori astri nascenti del calcio ecuadoriano.

#### Club Tijuana e Universidad de Guadalajara
Le sue prestazioni non passano inosservate e infatti, il 22 maggio 2012, il presidente del Sociedad Deportivo Quito annuncia la cessione dell'attaccante al Club Tijuana Xoloitzcuintles de Caliente. In Messico Fidel mostra, oltre alla grande abilità nel dribbling, un discreto miglioramento nella finalizzazione e nelle conclusioni dalla distanza.

#### Pumas UNAM ed Atlas
Il 1º luglio 2015 viene acquistato dai Pumas UNAM.

#### Peñarol e Barcelona SC
Il 18 dicembre 2018, rimasto svincolato, viene ingaggiato dal Barcelona SC.

### Nazionale
Il 5 marzo 2014 realizza il suo primo gol in nazionale in amichevole contro l'Australia nel 4-3 finale.
Viene convocato per la Copa América Centenario negli Stati Uniti.
Dal 2008 conta 7 realizzazioni in 30 partite disputate.

## Statistiche

### Cronologia presenze e reti in nazionale
| Cronologia completa delle presenze e delle reti in nazionale ― Ecuador | Cronologia completa delle presenze e delle reti in nazionale ― Ecuador | Cronologia completa delle presenze e delle reti in nazionale ― Ecuador | Cronologia completa delle presenze e delle reti in nazionale ― Ecuador | Cronologia completa delle presenze e delle reti in nazionale ― Ecuador | Cronologia completa delle presenze e delle reti in nazionale ― Ecuador | Cronologia completa delle presenze e delle reti in nazionale ― Ecuador | Cronologia completa delle presenze e delle reti in nazionale ― Ecuador |
| Data                                                                   | Città                                                                  | In casa                                                                | Risultato                                                              | Ospiti                                                                 | Competizione                                                           | Reti                                                                   | Note                                                                   |
| ---------------------------------------------------------------------- | ---------------------------------------------------------------------- | ---------------------------------------------------------------------- | ---------------------------------------------------------------------- | ---------------------------------------------------------------------- | ---------------------------------------------------------------------- | ---------------------------------------------------------------------- | ---------------------------------------------------------------------- |
| 17-12-2008                                                             | Mascate                                                                | Iran                                                                   | 0 – 1                                                                  | Ecuador                                                                | Amichevole                                                             | 1                                                                      | 88’                                                                    |
| 19-12-2008                                                             | Mascate                                                                | Oman                                                                   | 2 – 0                                                                  | Ecuador                                                                | Amichevole                                                             | -                                                                      |                                                                        |
| 16-10-2013                                                             | Santiago del Cile                                                      | Cile                                                                   | 2 – 1                                                                  | Ecuador                                                                | Qual. Mondiali 2014                                                    | -                                                                      | 84’                                                                    |
| 16-11-2013                                                             | East Rutherford                                                        | Ecuador                                                                | 0 – 0                                                                  | Argentina                                                              | Amichevole                                                             | -                                                                      | 73’                                                                    |
| 20-11-2013                                                             | Houston                                                                | Ecuador                                                                | 2 – 2                                                                  | Honduras                                                               | Amichevole                                                             | -                                                                      | 73’                                                                    |
| 5-3-2014                                                               | Londra                                                                 | Australia                                                              | 3 – 4                                                                  | Ecuador                                                                | Amichevole                                                             | 1                                                                      | 46’                                                                    |
| 17-5-2014                                                              | Amsterdam                                                              | Paesi Bassi                                                            | 1 – 1                                                                  | Ecuador                                                                | Amichevole                                                             | -                                                                      | 57’                                                                    |
| 31-5-2014                                                              | Dallas                                                                 | Messico                                                                | 3 – 1                                                                  | Ecuador                                                                | Amichevole                                                             | -                                                                      | 72’                                                                    |
| 7-9-2014                                                               | Lauderhill                                                             | Ecuador                                                                | 4 – 0                                                                  | Bolivia                                                                | Amichevole                                                             | -                                                                      | 8’                                                                     |
| 10-9-2014                                                              | East Rutherford                                                        | Ecuador                                                                | 0 – 1                                                                  | Brasile                                                                | Amichevole                                                             | -                                                                      | 83’                                                                    |
| 29-3-2015                                                              | Los Angeles                                                            | Messico                                                                | 1 – 0                                                                  | Ecuador                                                                | Amichevole                                                             | -                                                                      | 74’                                                                    |
| 1-4-2015                                                               | East Rutherford                                                        | Ecuador                                                                | 1 – 2                                                                  | Argentina                                                              | Amichevole                                                             | -                                                                      | 85’                                                                    |
| 4-6-2015                                                               | Panama                                                                 | Panama                                                                 | 1 – 1                                                                  | Ecuador                                                                | Amichevole                                                             | 1                                                                      |                                                                        |
| 6-6-2015                                                               | Guayaquil                                                              | Ecuador                                                                | 4 – 0                                                                  | Panama                                                                 | Amichevole                                                             | 2                                                                      | 35’ 64’                                                                |
| 12-6-2015                                                              | Santiago del Cile                                                      | Cile                                                                   | 2 – 0                                                                  | Ecuador                                                                | Coppa America 2015 - 1º turno                                          | -                                                                      | 24’ 79’                                                                |
| 15-6-2015                                                              | Valparaíso                                                             | Ecuador                                                                | 2 – 3                                                                  | Bolivia                                                                | Coppa America 2015 - 1º turno                                          | -                                                                      | 46’                                                                    |
| 19-6-2015                                                              | Rancagua                                                               | Messico                                                                | 1 – 2                                                                  | Ecuador                                                                | Coppa America 2015 - 1º turno                                          | -                                                                      | 92’                                                                    |
| 8-9-2015                                                               | Quito                                                                  | Ecuador                                                                | 2 – 0                                                                  | Honduras                                                               | Amichevole                                                             | -                                                                      | 73’                                                                    |
| 9-10-2015                                                              | Buenos Aires                                                           | Argentina                                                              | 0 – 2                                                                  | Ecuador                                                                | Qual. Mondiali 2018                                                    | -                                                                      | 77’                                                                    |
| 13-10-2015                                                             | Quito                                                                  | Ecuador                                                                | 2 – 0                                                                  | Bolivia                                                                | Qual. Mondiali 2018                                                    | -                                                                      | 75’                                                                    |
| 12-11-2015                                                             | Quito                                                                  | Ecuador                                                                | 2 – 1                                                                  | Uruguay                                                                | Qual. Mondiali 2018                                                    | 1                                                                      |                                                                        |
| 17-11-2015                                                             | Puerto Ordaz                                                           | Venezuela                                                              | 1 – 3                                                                  | Ecuador                                                                | Qual. Mondiali 2018                                                    | 1                                                                      |                                                                        |
| 24-3-2016                                                              | Quito                                                                  | Ecuador                                                                | 2 – 2                                                                  | Paraguay                                                               | Qual. Mondiali 2018                                                    | -                                                                      | 78’                                                                    |
| 5-6-2016                                                               | Los Angeles                                                            | Brasile                                                                | 0 – 0                                                                  | Ecuador                                                                | Coppa America 2016 - 1º turno                                          | -                                                                      | 81’                                                                    |
| 9-6-2016                                                               | Glendale                                                               | Ecuador                                                                | 2 – 2                                                                  | Perù                                                                   | Coppa America 2016 - 1º turno                                          | -                                                                      | 62’                                                                    |
| 13-6-2016                                                              | East Rutherford                                                        | Ecuador                                                                | 4 – 0                                                                  | Haiti                                                                  | Coppa America 2016 - 1º turno                                          | -                                                                      | 84’                                                                    |
| 6-10-2016                                                              | Quito                                                                  | Ecuador                                                                | 3 – 0                                                                  | Cile                                                                   | Qual. Mondiali 2018                                                    | -                                                                      | 89’                                                                    |
| 11-10-2016                                                             | La Paz                                                                 | Bolivia                                                                | 2 – 2                                                                  | Ecuador                                                                | Qual. Mondiali 2018                                                    | -                                                                      |                                                                        |
| 11-11-2016                                                             | Montevideo                                                             | Uruguay                                                                | 2 – 1                                                                  | Ecuador                                                                | Qual. Mondiali 2018                                                    | -                                                                      | 40’ 83’                                                                |
| 1-9-2017                                                               | Porto Alegre                                                           | Brasile                                                                | 2 – 0                                                                  | Ecuador                                                                | Qual. Mondiali 2018                                                    | -                                                                      | 26’ 79’                                                                |
| 29-3-2021                                                              | Guayaquil                                                              | Ecuador                                                                | 2 – 1                                                                  | Bolivia                                                                | Amichevole                                                             | 1                                                                      | 83’                                                                    |
| 4-6-2021                                                               | Porto Alegre                                                           | Brasile                                                                | 2 – 0                                                                  | Ecuador                                                                | Qual. Mondiali 2022                                                    | -                                                                      |                                                                        |
| 8-6-2021                                                               | Quito                                                                  | Ecuador                                                                | 1 – 2                                                                  | Perù                                                                   | Qual. Mondiali 2022                                                    | -                                                                      | 85’                                                                    |
| 13-6-2021                                                              | Cuiabá                                                                 | Colombia                                                               | 1 – 0                                                                  | Ecuador                                                                | Coppa America 2021 - 1º turno                                          | -                                                                      |                                                                        |
| 20-6-2021                                                              | Rio de Janeiro                                                         | Venezuela                                                              | 2 – 2                                                                  | Ecuador                                                                | Coppa America 2021 - 1º turno                                          | -                                                                      | 88’                                                                    |
| 23-6-2021                                                              | Goiânia                                                                | Ecuador                                                                | 2 – 2                                                                  | Perù                                                                   | Coppa America 2021 - 1º turno                                          | -                                                                      | 90+2’                                                                  |
| 3-7-2021                                                               | Goiânia                                                                | Argentina                                                              | 3 – 0                                                                  | Ecuador                                                                | Coppa America 2021 - Quarti di finale                                  | -                                                                      |                                                                        |
| Totale                                                                 |                                                                        | Presenze                                                               | 37                                                                     |                                                                        | Reti                                                                   | 8                                                                      |                                                                        |

## Palmarès

### Club

#### Competizioni nazionali
- Supercopa Uruguaya: 1

Peñarol: 2018
- Copa Ecuador: 1

El Nacional: 2024